# Tambourine
Tambourine è un brano musicale della rapper statunitense Eve, pubblicato come primo singolo estratto dall'album Lip Lock il 17 aprile 2007. Il brano è stato prodotto dal rapper Swizz Beatz, che compare anche come featuring non accreditato, oltre che nel videoclip del brano. Il brano utilizza un campionamento di Blow Your Whistle dei The Soul Searchers. Il brano è stato utilizzato nella colonna sonora di vari film come I Fantastici 4 e Silver Surfer, 3ciento - Chi l'ha duro... la vince, Wild Child, Bride Wars - La mia migliore nemica, e compare nel terzo episodio della seconda stagione del telefilm Girls. Inoltre, il brano è stato utilizzato anche nel videogioco NBA Live 08 della EA Sports.

## Tracce
US vinyl:
1. Tambourine (clean)
2. Tambourine (dirty)
3. Tambourine (instrumental)
4. Tambourine (a cappella)

US vinyl:
1. Tambourine (Remix) (radio) (featuring Fabolous & Missy Elliott)
2. Tambourine (Remix) (instrumental)
3. Tambourine (Remix) (LP) (featuring Fabolous & Missy Elliott)

UK CD:
1. Tambourine (radio edit)
2. Dance Floor (featuring Mashonda)

UK vinyl:
1. Tambourine (radio edit)
2. Tambourine (album version)
3. Tambourine (instrumental)
4. Dance Floor (featuring Mashonda)

EU CD:
1. Tambourine (radio edit)
2. Tambourine (instrumental)
3. Tambourine (album version)
4. Tambourine (video)

## Classifiche
| Classifica (2007)                    | Posizione più alta |
| ------------------------------------ | ------------------ |
| U.S. Billboard Hot 100               | 37                 |
| U.S. Billboard Hot R&B/Hip-Hop Songs | 17                 |
| U.S. Billboard Hot Rap Tracks        | 10                 |
| U.S. Billboard Pop 100               | 46                 |